# Kasimir I. (Teschen-Auschwitz)
Kasimir I. von Auschwitz (tschechisch Kazimír Osvětimský, polnisch Kazimierz I oświęcimski; * um 1396; † 1434) war ab 1414 bis 1434 Herzog von Auschwitz und ab 1416 Herzog von Tost sowie von halb Gleiwitz. Er entstammte dem Teschener Zweig der Schlesischen Piasten.

## Herkunft und Familie
Kasimir war der einzige Sohn des Herzogs Primislaus I. von Auschwitz; Name und Herkunft seiner Mutter sind nicht bekannt. Um 1414/17 vermählte er sich mit Anna († 1426/33), einer Tochter des Herzogs Heinrich VIII. von Glogau und Sagan. Dieser Ehe entstammten die Söhne: 
- Wenzel I. († 1465), 1434–1445 Herzog von Auschwitz und Tost, ab 1445 Herzog von Zator; ⚭ mit Maria Kopczowska († nach 1468)
- Primislaus/Przemko III. († 1484), 1445–1484 Herzog von Tost; ⚭ mit Machna († 1468/72), Tochter des Oppelner Herzogs Nikolaus I.
- Johann IV. († 1495/97), 1445–1457 Herzog von Auschwitz; ⚭ 1. 1465 mit Katharina N. N., ⚭ 2. 1475 mit Barbara († 1510), Tochter des Jägerndorfer Herzogs Nikolaus V. († 1452)

Nach Annas Tod heiratete Kazimir in zweiter Ehe Margarete (1410–1459), Tochter des Troppau-Ratiborer Herzogs Johann II., dem 1406 der Mord an Kasimirs Vater zur Last gelegt worden war.

## Leben
Beim Tod seines Vaters, der 1406 ermordet wurde, war Kasimir erst 10 Jahre alt. Deshalb stand er zunächst unter der Vormundschaft seines Großvaters Primislaus I. von Teschen. Nach dessen Tod 1410 wurde der jüngere Bruder von Kasimirs Vater, Bolko I. von Teschen zum Vormund bestellt. Er händigte Kazimir 1410 das diesem von seinem Vater vererbte Herzogtum Auschwitz zur selbständigen Regentschaft aus. Da Kazimir weiteren Besitz aus dem Herzogtum Teschen forderte, erhielt er von seinem Onkel Bolko I. bei einer weiteren Teilung 1416 noch das Herzogtum Tost, halb Gleiwitz und Strehlen, das er 1427 jedoch an den Liegnitzer Herzog Ludwig II. verkaufte.
Wie sein Großvater unterhielt Kazimir gute Beziehungen zum Prager Königshof und befand sich häufig im Gefolge des Kaisers Sigismund. 1428–1433 wurden Teile seiner Besitzungen von den Hussiten verwüstet, u. a. Tost und Peiskretscham. Von Gleiwitz aus unternahmen die Hussiten Einfälle in weitere oberschlesische Gebiete. Mit Hilfe des Jägerndorfer Herzogs Nikolaus V. gelang es Kazimir, Gleiwitz zurückzugewinnen und die Hussiten aus Beuthen zu vertreiben.
Kasimir starb 1434 im Alter von nur 38 Jahren. Sein Leichnam wurde in der Teschener Dominikanerkirche beigesetzt. Seine Besitzungen wurden auf seine Söhne aufgeteilt. Der älteste Sohn Wenzel verfügte 1434–1445 über Auschwitz und Tost und 1445–1465 über Zator, der zweitgeborene Primislaus/Przemko III. war 1445–1484 Herzog von Tost und Johann IV., mit dem 1495/97 die Teschen-Auschwitzer Teillinie erlosch, war 1445–1457 Herzog von Auschwitz. Dieses verkaufte er 1457 an Polen.